# 豊竹呂昇

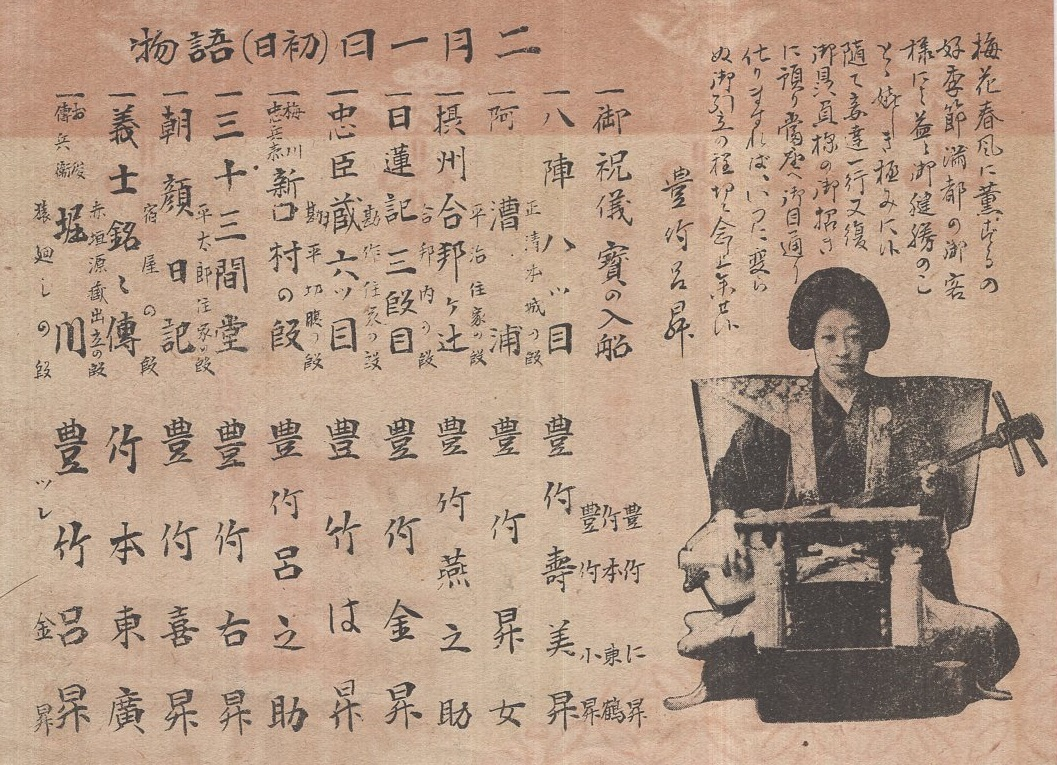
豊竹呂昇のポスターの写真

豊竹 呂昇（とよたけ ろしょう）（1874年（明治7年）8月4日 - 1930年 （昭和5年）6月7日）は、女義太夫師。明治から大正にかけて女義太夫の頂点にいた。本名は永田なか。

## 生涯
名古屋城の西北の浄心（現・名古屋市西区浄心）で、為吉と勇子の間に生まれた。尾州藩(現・愛知県西部)の藩士だった為吉は、維新後塩物問屋を経営し、仲子が11歳の時に没した。仲子は小学生時代から常磐津を習い、13歳頃義太夫の竹本浪越太夫（後の五代目竹本土佐太夫）に弟子入りして、16歳の時『仲路』の名で父の所有であった名古屋の寄席"七福亭"に出演した。美貌で美声の弾き語りだった。
この頃結婚し、のち離別した。

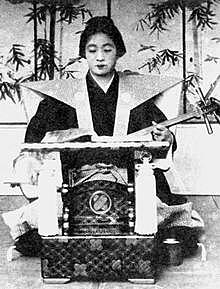

1892年（明治25年）（18歳）、大阪の初代豊竹呂太夫の門へ移って『呂昇』と改名した。稽古のかたわら熱心に文楽座にも通って、当時の二代目竹本越路大夫、のちの二代目竹本摂津大掾を聴いた。その心がけを、女義太夫の小屋『播重』のあるじに認められて、5年間そこを定席にし、1896年に北新地の『万亭』、1905年に『松の亭』へ移った。万亭時代に支持者達の勧めで"共楽会"という同業組織を設立、同会所属の12～13人の芸娘たちとともに"都保美(つぼみ)連"と称するグループを旗揚げして万客の歓待を受け、大阪の女義太夫組合の幹部になった。万亭が失火により一時閉鎖となった際には瀬戸内方面を巡業、1897年帰阪するや大阪のみならず神戸、京都にも進出して再び喝采を得る。むべなるかなその名声は東京まで轟き、東京方の義太夫連は竹本摂津大掾のつてを頼りにしばしば東京巡業の申入れをなした。
東京へも1898年、1905年に出演した後、1907年からは有楽座の毎年2回の名人会に出演し、満員の客を集めた。竹本摂津大掾の翌日の出演でも、客足は落ちなかった。贔屓も『どうする連』の書生でなく、秋元興朝、柳原義光、松方正義、井上馨、小笠原長幹、大木遠吉、樺山資紀、牧野伸顕、有馬頼万、添田寿一、大倉喜八郎、古河虎之助、山本達雄、鳩山春子などの名士が多かった。そして、客たちの素人芝居に頼まれれば気軽に出演する人柄だったと言う。
1925年（大正14年）引退した。邦楽座の引退興行には、舞台にまで客が詰まった。51歳でも、化粧した顔は娘のように見えたと言う。大阪の大蓮寺に引退記念碑が建った。
西宮に隠棲して1930年に没した。分骨した墓が、大蓮寺と名古屋市北区光音寺町の光音寺とにある。

## 録音
活動写真
女義太夫は寄席の花形であり、呂昇は美人義太夫の第一人者として人気があった。明治40年ごろ、これに注目した活動写真製作会社吉沢商店は、呂昇の語りをレコード盤に吹き込んで、無声だった当時の活動写真に合わせて興行した。活動弁士が主流だった時代であり、これはのちの「発声映画」（トーキー）につながる試みの一つだった。
レコード発売
大正年間のSPレコードから、以下の音源がCD化されている。
『新版歌祭文』から『野崎村の段』 / 『艶容女舞衣』から『酒屋の段』 / 『菅原伝授手習鑑』から『寺子屋の段』 / 『生写朝顔話』から『宿屋の段』 / 『恋飛脚大和往来』から『新口村の段』 / 『傾城阿波の鳴門』から『十郎兵衛住家の段』

## 索引
89#111#131#142#413#145#146#157#161#166#172#200#206#248下8#9#13#18#19#20#75#174